# Ditylus lienharti
Ditylus lienharti là một loài bọ cánh cứng trong họ Oedemeridae. Loài này được Théobald miêu tả khoa học năm 1940.